# Nova Zode
Nova Zode (em azeri: Yeni Zod) ou Nova Azate (em armênio: Նոր Ազատ, Nor Azat) é uma aldeia no distrito de Goigol, no Azerbaijão. Foi fundada em 1910 em substituição ao antigo assentamento de Suluque / Azate, cujas origens são incertas, e que estava localizado nas cercanias. Historicamente, ambos os assentamentos foram povoados por armênios. Em 1990, em decorrência do Conflito do Alto Carabaque, toda sua população armênia foi deportada e reassentada na Armênia.

## Nome
O nome original da aldeia era Suluque (Սուլուք, Suluk’). O nome Azate (Ազատ, Azat) deriva do armênio azat, "livre". A tradição local afirma que recebeu seu nome quando o conquistador timúrida Tamerlão (r. 1370–1405) isentou a aldeia e sua igreja de pagarem impostos depois que seus soldados foram divinamente punidos por pilharem a igreja local.

## Geografia
Nova Zode está localizada no distrito (raion) de Goigol (antigo Canlar), a cerca de 10,5 quilômetros ao norte do centro do distrito, entre 1 170 e 1 220 metros acima do nível do mar. Nos tempos da República Socialista Soviética do Azerbaijão, sua fazenda coletiva se dedicava à jardinagem, pecuária e cultivo de cereais. Tinha uma escola secundária e um hospital.

## História
É incerta a data que Zode foi fundada, mas alguns vestígios localizados nas cercanias apontam uma origem pré-cristã. Uma igreja de pedra do século XIII foi preservada na aldeia. No século XVII, foi mencionada numa bula do católico Filipe I (r. 1633–1655) No final do século XIX, era habitada por 15 família armênias nativas e 20 outras reassentadas de Coi, no Irã, sete de Bozluque, oito de Baquexi etc. Em 1910, com permissão das autoridades provinciais, os habitantes de Azate refundaram a aldeia no sopé do mesma área, um pouco mais ao norte. Em 1920, os armênios locais foram assaltados e deportados pelas autoridades provinciais. Muitos foram mortos pelo caminho, mas 500 conseguiram chegar em Goigol em segurança e foram acolhidos. Entre 27 e 28 de fevereiro de 1990, em decorrência do Conflito do Alto Carabaque, os armênios foram obrigados a deixá-la, que à época já estava sob controle azeri, e em 3 de março foram reassentados na Armênia.
A menos de um quilômetro de Nova Zode, sobre uma colina, está localizada uma igreja dedicada a São João (Surb Hovhannes) ou São Tiago (Surb Hakob). Foi erigida no local de uma igreja mais antiga e parcialmente utilizou as pedras do edifício anterior. Trata-se de uma basílica de nave única com 16.80 x 10.40 metros e é datada do século XVII. Em 1890, um campanário de dois andares foi erguido em frente à entrada norte da igreja.  Dois quilômetros ao sul, ao lado da garganta de Suluque, estão presentes as ruínas do Mosteiro de Suluque ou Mosteiro do Padre Ermólia, cuja inscrição dedicatória (ano 1174) confirma se tratar de um edifício do século XII. Restam vários pedras com cruzes espalhadas e quebradas.
Não muito longe do mosteiro do Padro Ermólia, existem vestígios de uma aldeia medieval, que foi identificada com Henguzaque, mencionada num manuscrito do colofão mantido pela igreja de Galaca (século XVI). No topo do Monte Pande, a uma altitude de 2 108 metros, 5,5 quilômetros de Nova Zode, está a capela de São Pantaleão. Era um famoso local de peregrinação para os aldeões armênios das cercanias e de locais remotos. Trata-se de um edifício abobadado de nave única construído em pedra cortada. Sua alvenaria sugere que nenhum edifício mais antigo ficava no local e as informações textuais indicam que foi erigida em meados do século XIX.

### Demografia histórica
Número de habitantes entre 1804 e 1989:
| Ano  | Casas | Homens | Mulheres | Total |
| ---- | ----- | ------ | -------- | ----- |
| 1804 | 14    | 26     | 14       | 40    |
| 1839 | 12    | 38     | 24       | 62    |
| 1845 | X     | 60     | 57       | 117   |
| 1847 | X     | 63     | 59       | 112   |
| 1849 | X     | 65     | 61       | 136   |
| 1852 | X     | 84     | 77       | 161   |
| 1861 | 13    | X      | X        | X     |
| 1866 | 23    | 112    | 74       | 186   |
| 1872 | X     | 109    | 91       | 200   |
| 1873 | X     | X      | X        | 149   |
| 1876 | X     | X      | X        | 164   |
| 1877 | X     | 95     | 76       | 171   |
| 1878 | X     | 97     | 79       | 176   |
| 1881 | X     | 114    | 97       | 208   |
| 1882 | X     | 117    | 100      | 217   |
| 1883 | X     | 119    | 101      | 220   |
| 1885 | X     | 165    | 145      | 310   |
| 1886 | 32    | 189    | 164      | 353   |
| 1887 | X     | 170    | 152      | 322   |
| 1888 | X     | 175    | 160      | 335   |
| 1889 | X     | 179    | 170      | 349   |
| 1890 | X     | 186    | 178      | 364   |
| 1891 | 50    | 192    | 181      | 373   |
| 1892 | X     | 197    | 188      | 385   |
| 1893 | X     | 205    | 200      | 405   |
| 1894 | X     | 208    | 205      | 413   |
| 1897 | X     | 228    | 229      | 455   |
| 1898 | X     | 236    | 237      | 473   |
| 1899 | X     | 241    | 244      | 485   |
| 1900 | X     | 252    | 266      | 518   |
| 1901 | X     | 263    | 273      | 536   |
| 1902 | X     | 256    | 273      | 529   |
| 1905 | X     | 260    | 275      | 535   |
| 1906 | X     | 277    | 302      | 579   |
| 1907 | X     | X      | X        | 503   |
| 1908 | 37    | 135    | 120      | 255   |
| 1909 | X     | 271    | 251      | 522   |
| 1910 | X     | 150    | 135      | 285   |
| 1912 | X     | 283    | 261      | 544   |
| 1914 | X     | X      | X        | 690   |
| 1917 | 110   | X      | X        | 718   |
| 1968 | X     | X      | X        | 500   |
| 1976 | X     | X      | X        | 511   |
| 1989 | X     | X      | X        | 154   |